# フョードル・フンチコフ
フョードル・アドリアノヴィチ・フンチコフ（ロシア語: Фёдор Адрианович Фунтиков, ラテン文字転写: Fyodor Adrianovich Funtikov、1875年頃 - 1926年5月5日）は、ロシア内戦期の政治家である。1918年から翌年にかけて、ロシア帝国ザカスピ州だった場所に存在したザカスピ暫定政府 (ru) で委員長を務めた。

## 生涯
1875年ないし翌年に、ロシア帝国サラトフ県の農家に生まれた。元はカスピ海横断鉄道の機関士であり1915年から社会革命党員だったが、1918年7月11日から12日にかけてアシガバードで発生した反ボリシェヴィキ蜂起 (ru) で指導者の1人となった。そして12日に社会革命党、メンシェヴィキ、ソビエト議員 (de) などの労働者によって構成されたザカスピ暫定政府ストライキ委員会の委員長に選出された。23日にはアシガバード・コミッサール (ru) の処刑にも関与した。
同月28日、暫定政府の反乱軍がチャルジョウでの武装闘争に敗れると、フンチコフはマシュハドに駐留していたイギリス軍のウィルフレッド・マレソン (ru) 将軍に助けを求め、8月19日に正式に支援の約束を取り付けた。マレソンは連合国の指揮を引き継いだノールス (Ноллис) 大佐率いる2千人のセポイを派遣したが、これが原因となってフンチコフは後世のソ連の歴史家からイギリスの傀儡であると見なされるようになった。
9月19日、フンチコフはいわゆる「26人のバクー・コミッサール」の処刑に関して結論を出すクラスノボツクでの会議に出席した。
翌年にアシガバードでの労働者の騒乱が発生し、1月15日にフンチコフは「公安委員会」(Комитетом общественного спасения) の5人組によって汚職の罪で逮捕された。2月1日にはザカスピ暫定政府も倒された。やがて社会革命党中央委員会によって人民委員らの処刑についての調査が始まると、フンチコフは調査員である元中央委員のヴァジム・ チャイキン (Вадим Чайкин) に「そういったことが起こるのは分かっていた。だが止める手立てはなかった。処刑が決定されたのは、イギリスが任務の遂行に固執したからだ」と語った。フンチコフはマレソンと縁深いイギリス軍連絡将校のレジナルド・ティーグ＝ジョーンズ (en) 大尉と、治安組織のドルシュキン (Дружкин) に責任があると非難した。だが他の逮捕者であるセディフ (Седых) はチャイキンに対し、フンチコフは「すべてを理解していた」と述べた。
その後間もなくフンチコフは釈放され、1922年からヴォルガの低地にフートル（小さな農場）を営んで暮らした。しかし1925年1月、娘に恵まれた直後にボリシェヴィキによって逮捕され、翌年4月にバクーで開かれたソビエト連邦最高裁 (ru) の出張裁判にかけられた。検事はセルゲイ・カフタラーゼが務めた。フンチコフは死刑を宣告され、恩赦も認められず、ほどなくバクーで銃殺された。

## 人物評
サー・ウィルフレッド・マレソンの回顧録には、フンチコフについて次のような記述がある。
フンチコフの裁判に立ち合ったN. スミルノフ (Н. Смирнов) 司法大佐のエッセイにはこうある。